# Seconda battaglia di Les Sables-d'Olonne
La seconda battaglia di Les Sables-d'Olonne è stata una battaglia della prima guerra di Vandea combattuta il 29 marzo 1793 a Les Sables-d'Olonne

## La battaglia
Nonostante il fallimento del 24 marzo, Jean-Baptiste Joly non volle rinunciare a prendere la città e volle lanciare un secondo attacco.
Il 27 marzo, fece raccogliere i suoi uomini, ma questi vennero meno numerosi rispetto alla precedente battaglia. Il 29 marzo, alle 4 del mattino, i vandeani si lanciarono all'attacco. La guarnigione della città aveva ricevuto altri 300 volontari da Bordeaux rispetto alla prima battaglia. L'offensiva vandeana cominciò con tiri di artiglieria che non ebbero successo. Dopo quattro ore di combattimento, una palla repubblicana colpì l'armeria vandeana causando una violenta esplosione che uccise un grande numero di uomini e mandando nel panico molti altri. Su ordine di Joly, i cavalieri ripiegarono per ricongiungere i fuggitivi ma alla vista di questo movimento il resto dei vandeani credette che anche i cavalieri stessero fuggendo. Intanto 300 soldati repubblicani approfittarono dell'occasione uscendo dalla città provando a caricare i vandeani, che alla vista dell'attacco andarono nel panico e abbandonarono il campo di battaglia.
I vandeani ebbero circa 300-500 morti, mentre i repubblicani solo 2 morti; un centinaio di vandeani furono fatti prigionieri e dopo un processo 45 di questi furono condannati a morte e ghigliottinati.